# Comerica Bank Challenger 2010
Il Comerica Bank Challenger 2010 è un torneo professionistico di tennis maschile giocato sul cemento, che faceva parte dell'ATP Challenger Tour 2010. Si è giocato ad Aptos negli USA dal 12 al 18 luglio 2010.

## Partecipanti

### Teste di serie
| Nazionalità | Giocatore        | Ranking* | Testa di serie |
| ----------- | ---------------- | -------- | -------------- |
| Stati Uniti | Rajeev Ram       | 98       | 1              |
| India       | Somdev Devvarman | 107      | 2              |
| Stati Uniti | Donald Young     | 111      | 3              |
| Australia   | Carsten Ball     | 131      | 4              |
| Serbia      | Ilija Bozoljac   | 137      | 5              |
| Stati Uniti | Kevin Kim        | 147      | 6              |
| Regno Unito | Alex Bogdanović  | 172      | 7              |
| Stati Uniti | Tim Smyczek      | 180      | 8              |

- Ranking al 5 luglio 2010.

### Altri partecipanti
Giocatori che hanno ricevuto una wild card:
- Devin Britton
- Chase Buchanan
- Daniel Kosakowski
- Bradley Klahn

Giocatori entrati nel tabello principale come special entrant:
- Richard Bloomfield

Giocatori passati dalle qualificazioni:
- Karol Beck
- Dayne Kelly
- Brydan Klein
- Artem Sitak

## Campioni

### Singolare
Marinko Matosevic ha battuto in finale  Donald Young con il punteggio di 6–4, 6–2

### Doppio
Carsten Ball /  Chris Guccione hanno battuto in finale  Adam Feeney /  Greg Jones con il punteggio di 6–1, 6–3